# Violet Gibson
Violet Gibson (født 31. august 1876 i Dublin; død 2. maj 1956 i Northampton) var datter af Edward Gibson, 1. baron Ashbourne, Lordkansler af Irland.
Den 7. april 1926 forsøgte Violet Gibson et attentat på Benito Mussolini.

## Levned
Violet Gibson havde et nervøst nervesammenbrud i 1922; hun blev erklæret sindssyg og tvunget til indlæggelse på en sindssygeanstalt - som det benævnedes dengang. To år efter blev hun tilladt udgang. Hun forsøgte selvmord i 1925.
I 1926 anskaffede hun sig en fransk tjenestepistol, Modèle 1892 revolver (MAS M1892), hun anvendte efter at Mussolini kom ud fra den Internationale Kongres for Kirurger på Piazza del Campidoglio i Rom, hvor han netop havde holdt en kamptale.
Mussolini drejede dog hovedet i samme sekund Gibson skød, så en kugle snittede hans næse og 2. gang fungerede revolveren ikke førend folkemængden overmandede hende. Mussolinis søn husker at hun affyrede to skud, begge mistræffere. Det er hævdet at folkemængden ønskede at lynche Gibson, men at politiet intervenerede. Til politiet udtalte hun, at hun skød Mussolini for at "ære Gud".
Gibson blev anset for sindssyg i gerningsøjeblikket og deporteret til Storbritannien uden sigtelse, hvor hun blev indlagt på et psykiatrisk hospital til sin død i 1956.
Adskillige bøger, film og sange er udført til hendes hyldest, blandt andet filmen Violet Gibson, The Irish Woman Who Shot Mussolini (2020) ved Barrie Dowdall and Siobhán Lynam.